# Виктор Марсельский
Виктор Марсе́льский (Виктор Массили́йский, лат. Victor Massiliensis; ум. 303 или 304, Марсель) — христианский мученик, пострадавший во времена гонений императора Максимиана. Почитается в лике святых у католиков, в лике мучеников — у православных. День памяти 21 июля.

## Историография
Согласно «Gesta symbolica» Виктор был римским офицером, служившим в Марселе (в другой житийной литературе его относят к так называемому Фиваидскому легиону). После того как публично отказался принимать участие в языческих жертвоприношениях, был схвачен и доставлен к императору Максимиану, который бросил строптивого воина в тюрьму (где Виктор обратил в христианство трёх других римлян — Лонгина, Александра и Фелициана) и пытал. Виктору предложили возложить благовония к идолу Юпитера, но Виктор брезгливо пнул его ногой, после чего его казнили, положив между мельничных жерновов.
Современные историки церкви полагают, что история о Викторе-солдате полностью вымышлена; она навеяна палеохристианской доктриной о церкви как о «воинстве Христовом» (militia Christi).

## Рецепция и почитание
В начале V века на месте мученической смерти Виктора в Марселе епископ Иоанн Кассиан основал монастырь, позже преобразованный в аббатство Сен-Виктор. Затем почитание Виктора Марсельского распространилось по всей Европе. В VI веке о почитании Виктора упоминают Венанций Фортунат и Григорий Турский. Рабан Мавр (IX век) считал Виктора епископом Марселя. В XII веке, помимо марсельского аббатства Святого Виктора, известность приобрело также аббатство в предместье Парижа, где процветали науки и искусства (см. Адам Сен-Викторский, Гуго Сен-Викторский). Мощи Виктора, хранившиеся в парижском аббатстве, были сожжены во время французской буржуазной революции (как и само аббатство).
Святой Виктор — небесный покровитель Таллина. Жизнь и мученичество Виктора изображены на алтаре таллинской церкви Святого Николая XV веке (ныне музей и концертный зал).
9 марта 2017 года решением Священного синода Русской православной церкви имя мученика Виктора Марсельского было внесено в месяцеслов Русской православной церкви, что означает общецерковную канонизацию.

## Атрибуты в иконографии
Св. Виктор изображается как вооружённый римский солдат с мельничными жерновами или мельницей в руке; также опрокидывает статую Юпитера; также казнимый с помощью жерновов и т. д. Древнейшее изображение — статуя XIII в. из церкви св. Лаврентия в Женеве.